# اونانیمیسم
هم‌داستانی (در انگلیسی Unanimism) یک جنبش ادبی فرانسوی مبتنی بر مفهوم روان‌شناختی خودآگاهی جمعی بود که در اوایل قرن بیستم ظهور کرد و توسط شاعر ژول رومن (1885-1972) پایه‌گذاری شد. این جنبش به‌جای تمرکز بر روایت‌های فردی، به دنبال جذب آگاهی جمعی و تجربیات مشترک یک جامعه بود.
ویژگی‌های کلیدی هم‌داستانی عبارت‌اند از: تأکید بر تجربه جمعی، موضوعات مشترک مانند همبستگی و زندگی روزمره، زبان و سبک ساده و احساس وحدت در بین مردم. این جنبش همچنین بر سایر اشکال هنری مانند تئاترو سینما  تأثیر گذاشت، زیرا هدف تمرین انتقال روحیه جمعی مخاطبان بود.
علیرغم برجستگی نسبتاً کوتاهی که داشت، اونانیمیسم تأثیر قابل‌توجهی بر ادبیات فرانسه گذاشت و راه را برای جنبش‌های بعدی مانند سورئالیسم و اگزیستانسیالیسم هموار کرد.
این جنبش به‌جای تکیه‌بر عواطف فردی بر قدرت متعالی عواطف جمعی و زندگی در یک جهان انسانی به‌عنوان یک کل تأکید می‌کند. (مانند یک روستا، کارخانه یا مدرسه) که در آن اعضای گروه به‌طور هم‌زمان عملی انجام می‌دهند یا به یک‌شکل فکر می‌کنند.